# Huitztlampa

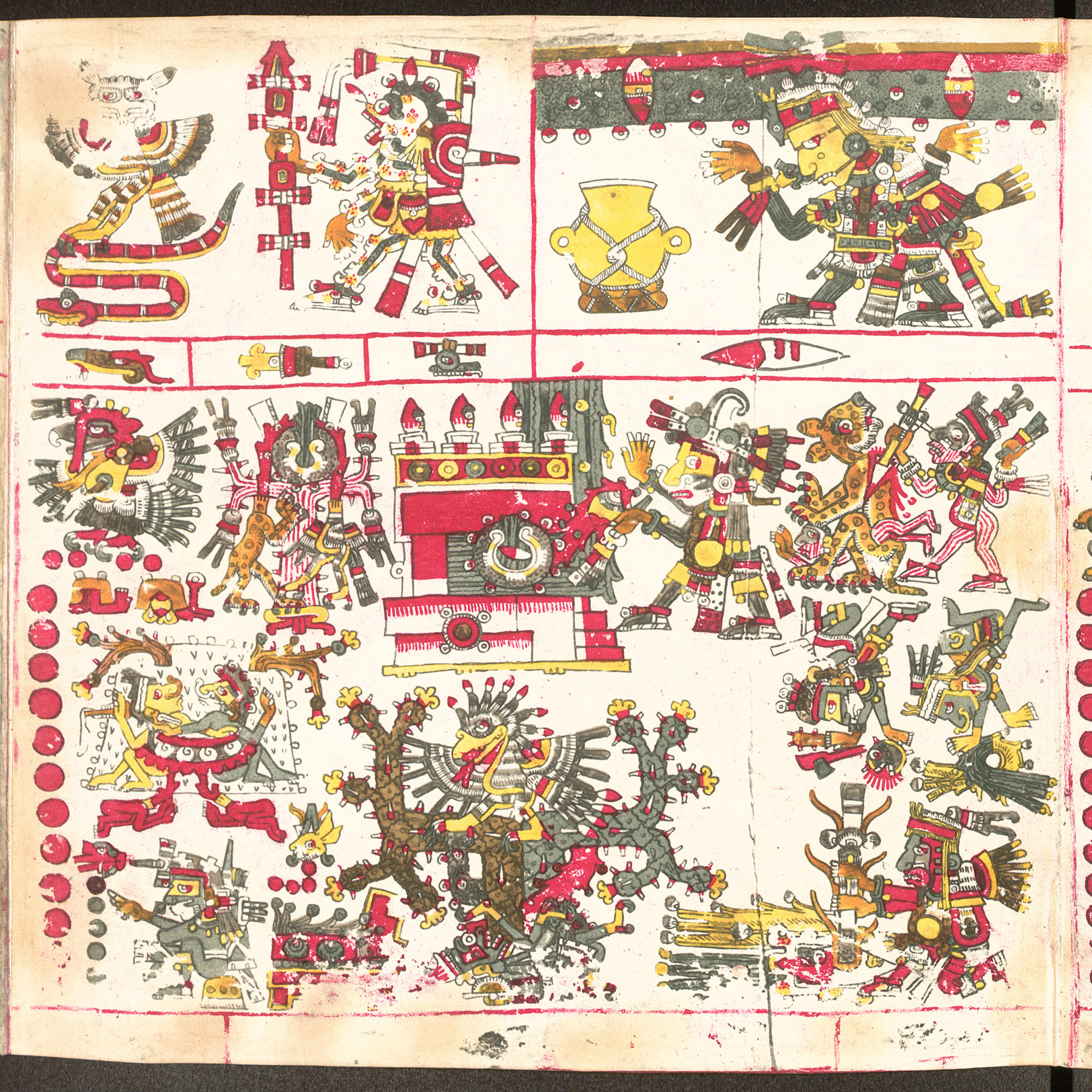
Huitztlampa en el Códice Borgia.

Huitztlampa (del náhuatl: witstlanpa ‘hacia el lugar de las espinas’‘witstli, espina; tlan, lugar de; pa, hacia’) en la mitología mexica es el punto cardinal del Sur, en el mediodía, donde se refugiaron los Centzon Huitznahuac, los hijos de Coatlicue, y hermanos del dios de la guerra, cuando combatieron contra él pues por haberse refugiado en aquel lugar pusieron el Sur desde aquel tiempo, un sitio de predilección para la familia de Huitzilopochtli y para las estrellas del sur.
Borunda, enigmático, confuso y extravagante, se interpreta este punto cardinal, relacionado con el pueblo Huitzilac y la morada del mismo dios del viento del sur llamado Huitztlampaehécatl, "saliendo de allí dulce tal bebida (el pulque)", se agria cuando pasa a la temperatura caliente, lugar que comenzaba en Cuernavaca.